# K10
Il K10-Kunzarchive è un centro di documentazione e spazio per l'arte contemporanea situato nel comune di Lugano nel Canton Ticino in Svizzera. 

## Storia
Il K10-Kunzarchive è stato fondato da Martin Kunz nel 2006. Il centro di documentazione è costituito, oltre che dalla biblioteca che comprende circa 12.000 volumi inerenti l'arte contemporanea, dall'archivio professionale di Martin Kunz, risultato di una lunga carriera come curatore, e da alcune carte personali, che coprono una superficie di circa 70 metri lineari. Alla morte di Martin Kunz, avvenuta il 25 ottobre 2021, il K10 è stato acquisito dalla Biblioteca dell'Accademia di architettura di Mendrisio.